# Emil Elo

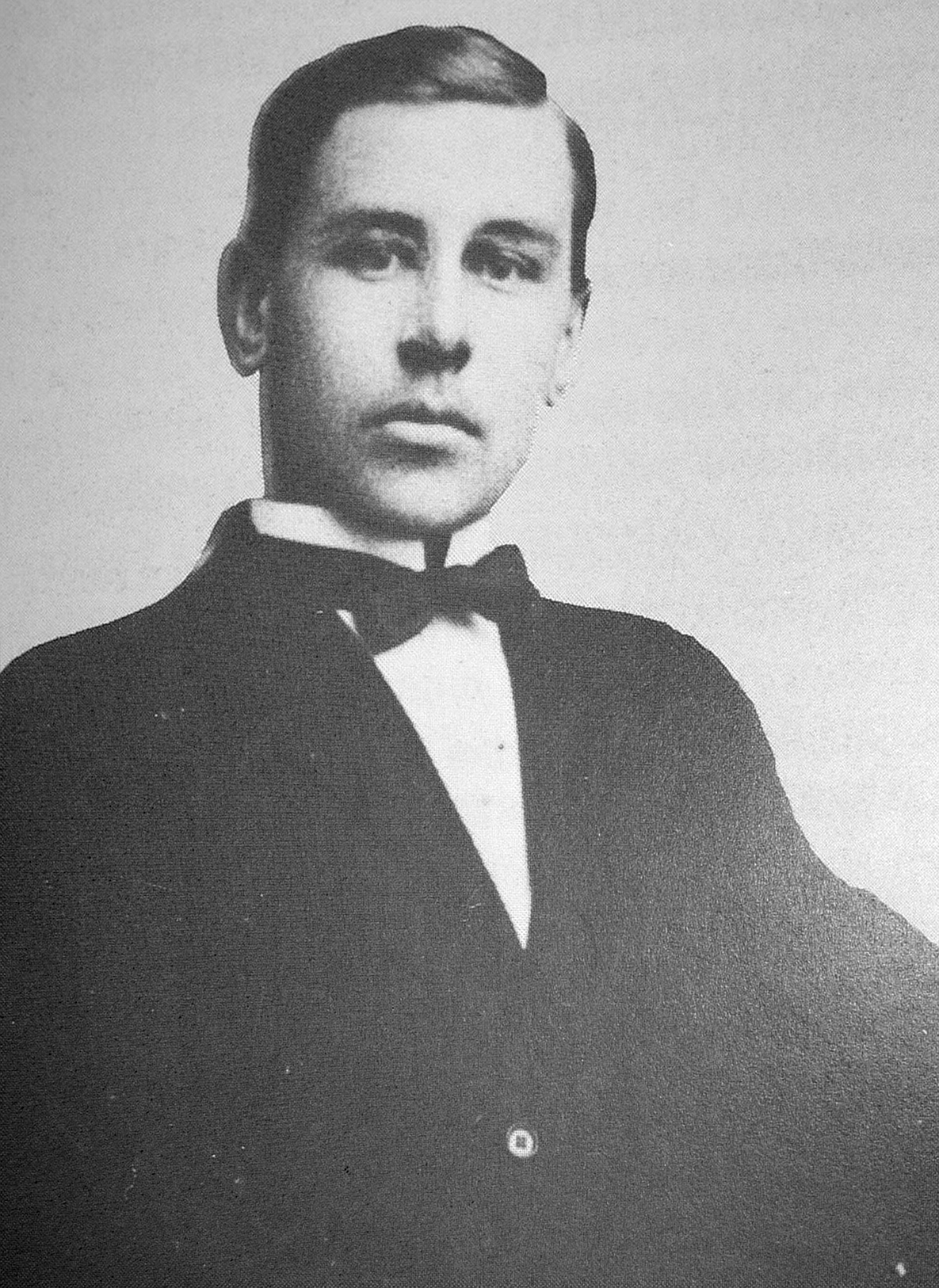
Emil Elo.

Emil Elo (till 1907 Hyvönen), född 18 december 1879 i Rautalampi, död 5 januari 1953 i London, var en finländsk journalist. 
Elo anslöt sig till arbetarrörelsen under storstrejken 1905, arbetade därefter som journalist vid Työmies och var 1913–1918 chefredaktör för Kurikka, som under hans ledning kom upp till en upplaga på 20 000 och därmed var Finlands största skämttidning. Under den oroliga hösten 1917 tillhörde han dem som förespråkade utomparlamentariska metoder, och vid finska inbördeskrigets utbrott i januari 1918 utsågs han till medlem av folkkommissariatet med ansvar för post- och telegrafärenden. Han flydde i april tillsammans med de övriga röda ledarna till Viborg och därifrån vidare till Petrograd. Han anslöt sig i likhet med Oskari Tokoi till Murmanlegionen, där han tjänstgjorde bland annat som chef för ett artillerikompani med kaptens grad. Sedan legionen skeppats till England, stannade Elo kvar där och livnärde sig bland annat som tidningskorrespondent och målare.